# Carboneras
 (juin 2018).
Si vous disposez d'ouvrages ou d'articles de référence ou si vous connaissez des sites web de qualité traitant du thème abordé ici, merci de compléter l'article en donnant les références utiles à sa vérifiabilité et en les liant à la section « Notes et références ».
Carboneras est une localité de la province d'Almería, en Andalousie, dans le sud-est de l'Espagne.
Elle est célèbre pour son usine de dessalement d'eau de mer, la plus grande d'Europe, ses fêtes des Chrétiens et des Maures, et son hôtel, sujet à polémique, d'El Algarrobico.

## Géographie

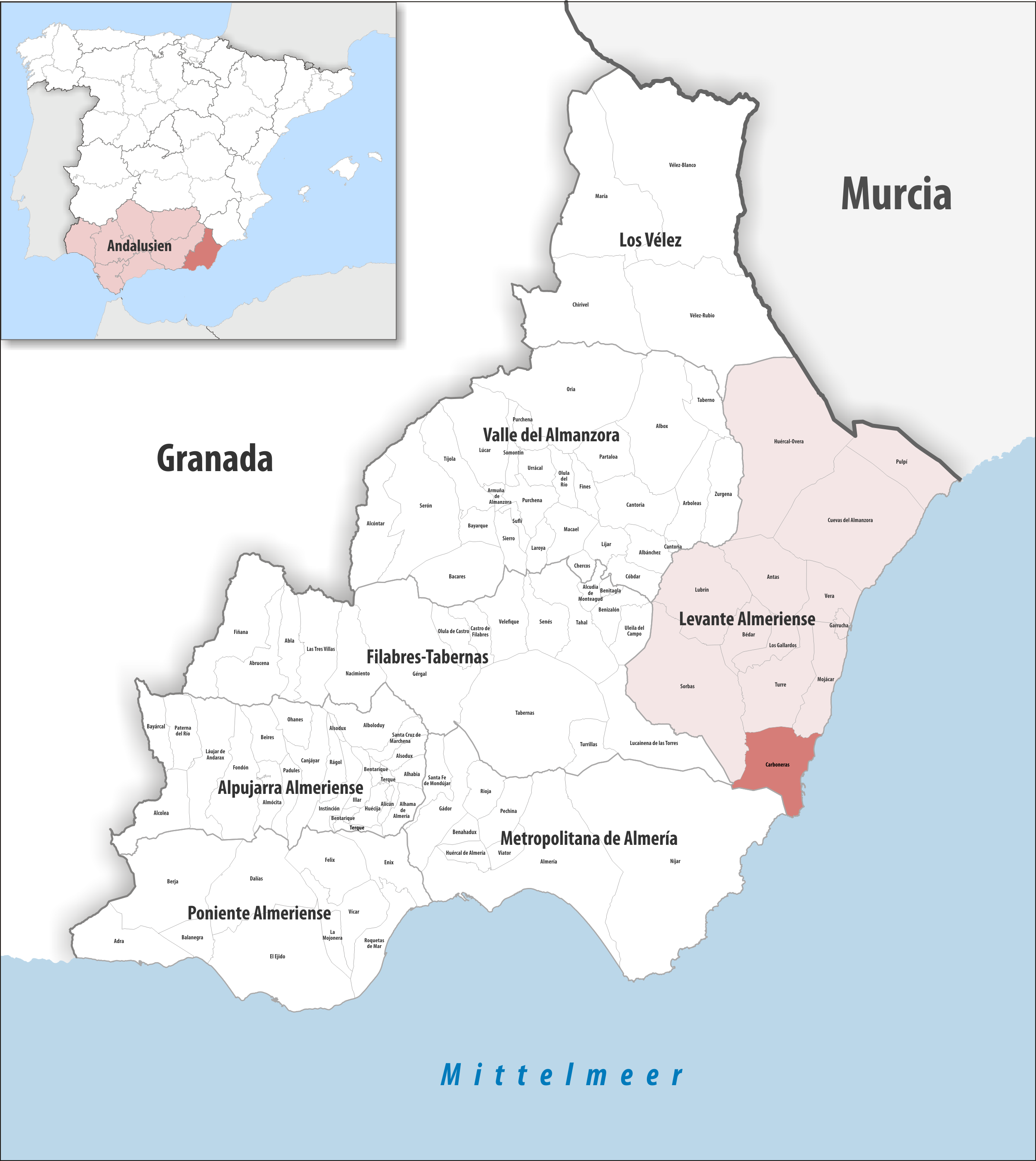
Carboneras dans la comarque Levante almeriense, province d'Almería / en Andalousie

### Localisation
La commune de Carboneras se trouve au bord de la côte méditerranéenne, dans l'est de la province d'Almería et le sud de la comarque Levante almeriense.
Almería est à 69 km sud-ouest ;
Madrid à 580 km nord-ouest ;
Gibraltar à 407 km ouest-sud-ouest (distances par route).

### Généralités
En 2005 la commune comptait 7 267 habitants. Elle s'étend sur 95 km2 avec une densité de 76,5 hab./km2. Ses coordonnées géographiques sont 36° 60′ N, 1° 53′ O. Elle est située à une altitude de 10 mètres.
Le port de pêche de Carboneras se trouve au pied de la sierra Cabrera (es). Toute la commune est dans le parc naturel de Cabo de Gata-Níjar, sauf les abords de la cimenterie et de la centrale thermique littorale au sud du bourg. Le cours d'eau Alías (es) traverse la commune.
À l'embouchure de la rivière Alias, sur la côte de Carboneras et à l'intérieur du Parc naturel de Cabo de Gata-Níjar, on trouve une série de plages encore vierges. Parmi celles-ci, plage de l'Algarrobico, longue de 3 km, a servi de cadre au tournage du film "Lawrence d'Arabie" (David Lean, 1962).
La localité dispose des plages d'El Lancón et de Los Barquicos. Depuis toute la plage de Carboneras on aperçoit l'île de Saint-André (es) (San Andrés), petite île rocheuse de 1,5 ha dont la silhouette sur l'horizon évoque celle d'une baleine.
D'autres plages de la municipalité sont la plage de El Corral et la plage de Los Muertos, au beau milieu du parc naturel de Cabo de Gata-Nijar ; elles présentent des formations rocheuses de nature volcanique modelées par le vent et la mer, et on peut y pratiquer le nudisme. Au sud du village en suivant la côte on trouve le phare et la tour de Mesa Roldán, du XVIIIe siècle. Vers le sud-est on arrive aux plages de Níjar et au village d'Aguamarga.
Carboneras et ses environs forment une zone qui, bien qu'au milieu du Parc naturel de Cabo de Gata-Níjar, n'a pas la qualification de Parc Naturel puisqu'on y trouve une usine de ciment, une centrale thermique et une usine de dessalement d'eau de mer.
En 2006, ses plages ont obtenu trois pavillons bleus. Le phare de Mesa Roldán domine le littoral.

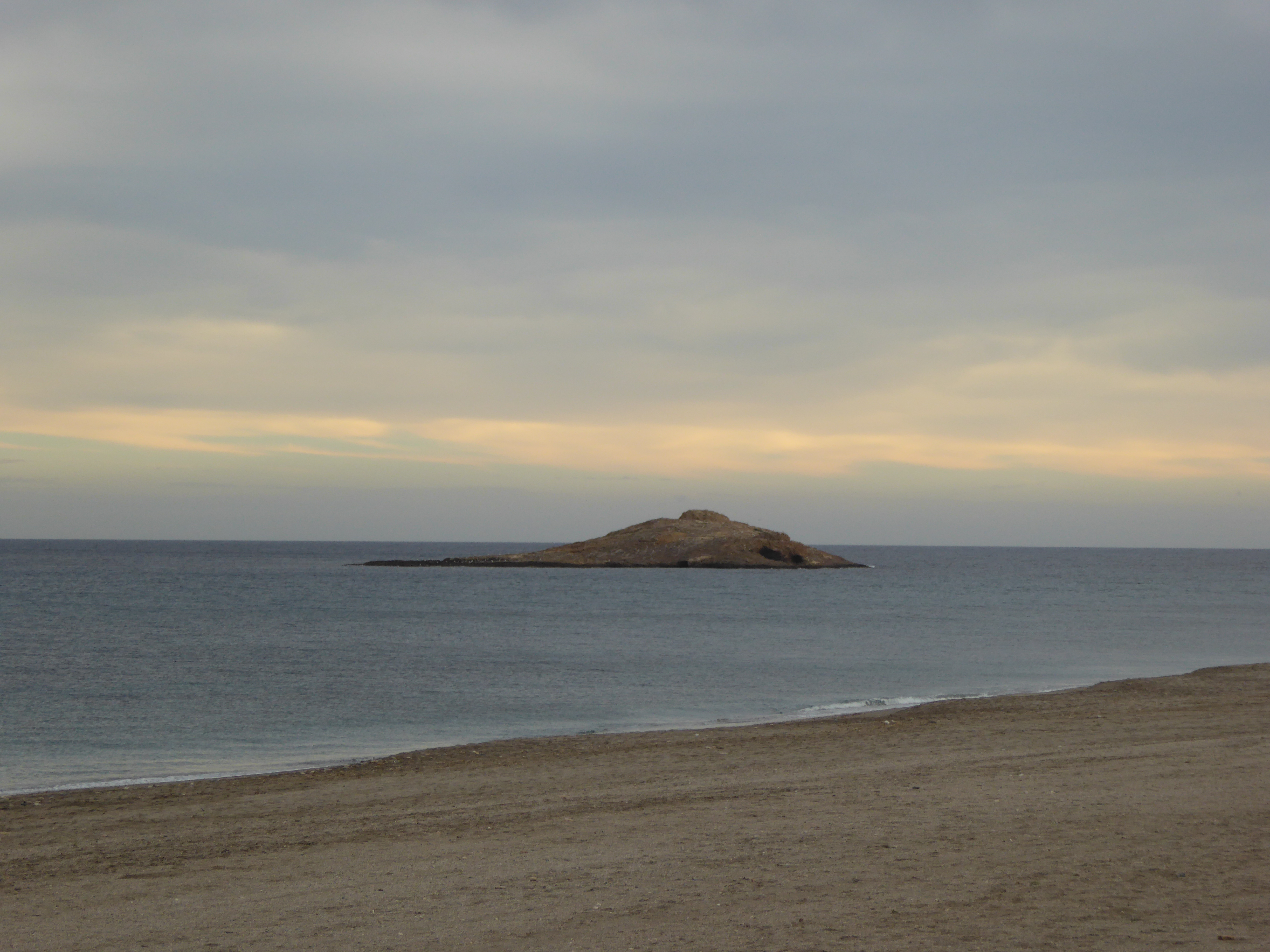
Îlot de Saint-André

## Histoire
En 1559, Philippe II remit ces terres au marquis de Carpio avec l'ordre de faire construire le château de San Andrés. Il s'agissait de défendre cette côte contre les Morisques alors que s'annonçait l'insurrection des Alpujarras ; par ailleurs on obtint que la population s'organisât autour de cette construction.
Carboneras comprend des vestiges du XIXe siècle comme le siège actuel de la mairie, autrefois Casa de los Fuentes.

## Économie
La ville compte une cimenterie du groupe suisse Holcim.